# Skansin
Skansin (literalment: el salt) és una fortalesa situada a la ciutat de Tórshavn, capital de les illes Fèroe.

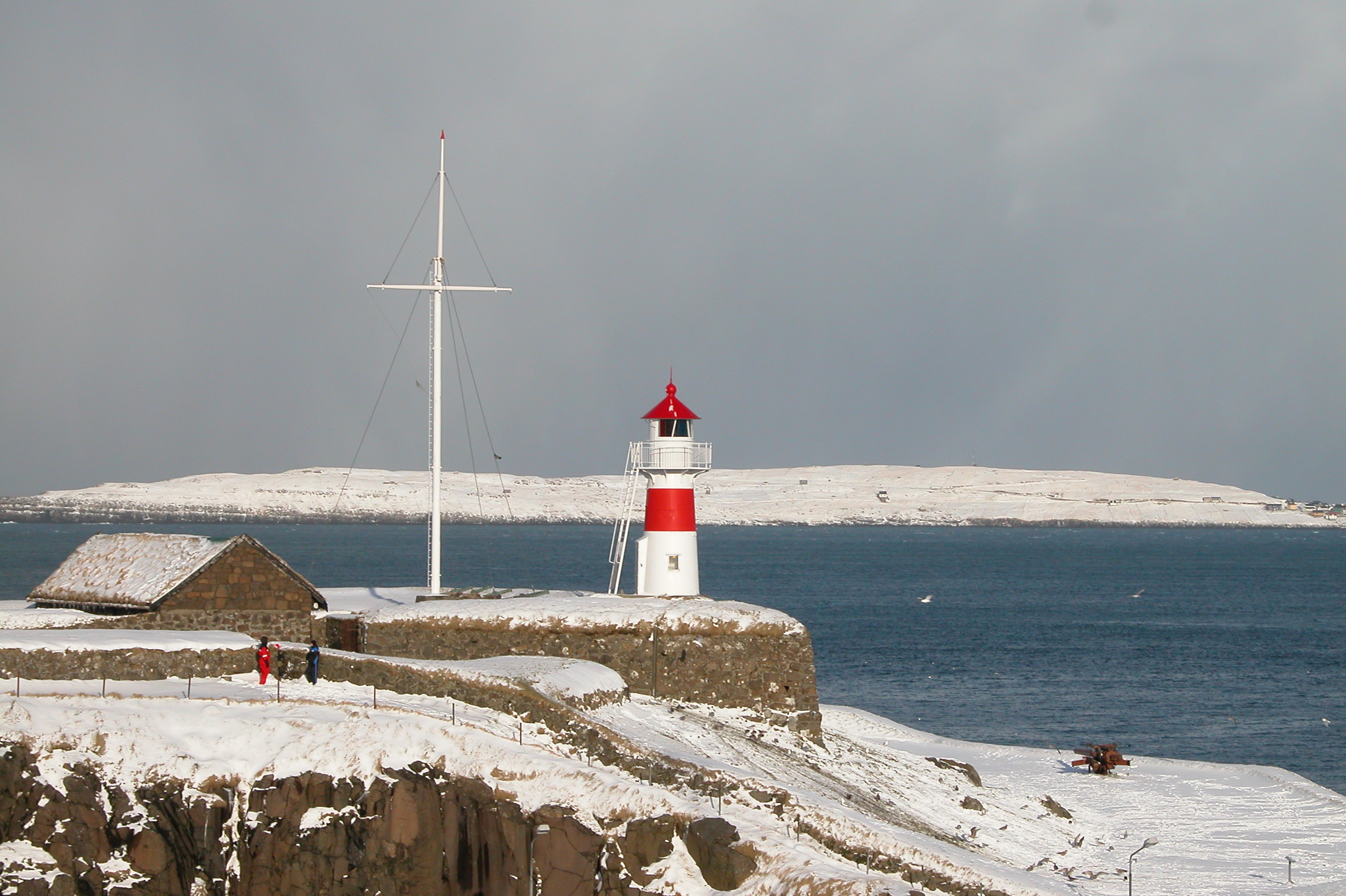
Fortalesa i far de Skansin nevats.

Skansin està situat en un turó al costat del port de Tórshavn. El fort va ser construït el 1580 per l'heroi naval feroès Magnus Heinason per a protegir-se de les incursions pirates que patia la població, i després que ell mateix quedés gairebé atrapat en una d'aquestes incursions. La fortificació original només va durar fins al 1677, quan pirates francesos van destruir-la després que la seva demanda de 100 bous, 200 ovelles, 500 parells de guants, 1.200 parells de mitges i 60 camises de nit no fos entregada en el termini imposat.
El recinte es va ampliar considerablement el 1780 i va patir una sèrie de remodelacions els anys posteriors; la més important d'aquestes remodelacions va ser després que el 1808 els britànics el malmetessin en el context de les Guerres Napoleòniques. Durant la Segona Guerra Mundial, el fort va servir a la Gran Bretanya de base militar. Hi ha encara dos canons de 5,5 polzades que daten de l’ocupació britànica, a part de quatre canons danesos molt més antics (del 1776 al 1813).

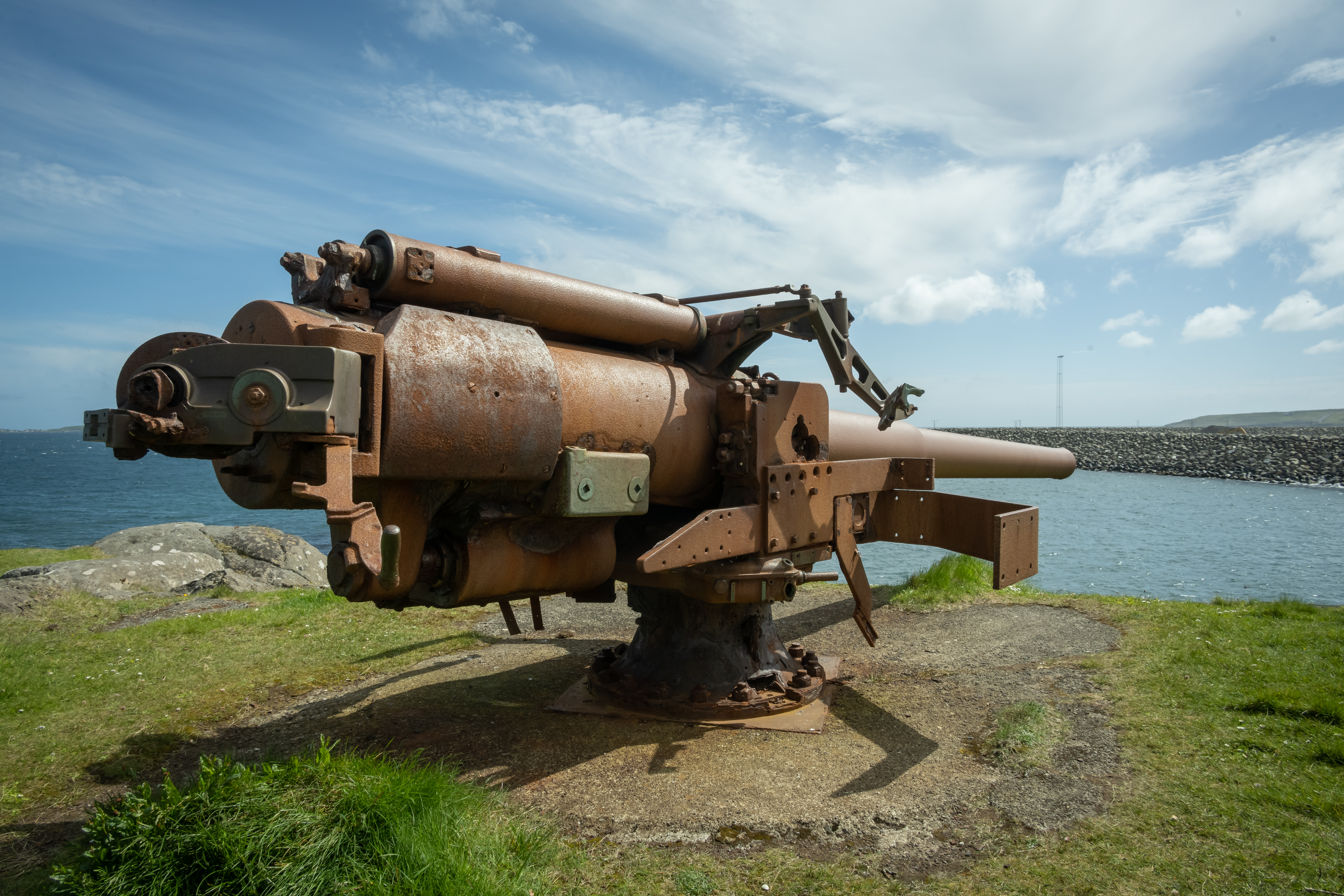
Canó britànic de la Segona Guerra Mundial.

Un dels fars de l'arxipèlag, el Far de Skansin (far internacional de Skansin), s’alça sobre la fortalesa des del 1888, assenyalant el camí cap a la capital. La ubicació estratègica del fort ofereix als turistes unes vistes pintoresques del port de Tórshavn i del paisatge circumdant, com ara l’illa de Nólsoy.